# Спецналог
Спецналог (официальное наименование — специальный налог с предприятий, учреждений и организаций для финансовой поддержки важнейших отраслей народного хозяйства Российской Федерации и обеспечения устойчивой работы предприятий этих отраслей) — налог, действовавший в России в 1994—1995 годах.
Определение плательщиков налога, объектов налогообложения, облагаемого оборота, порядка и сроков уплаты, порядка применения налоговых льгот, а также ответственности плательщиков за правильность и своевременность уплаты налога производилось в соответствии с Законом Российской Федерации «О налоге на добавленную стоимость». Ставка специального налога первоначально была установлена в размере 3 процентов от налогооблагаемой базы.
Таким образом, введение специального налога фактически являлось повышением на 3 процента налоговой нагрузки на создаваемую налогоплательщиками добавленную стоимость. Альтернативой введению спецналога являлось повышение уже действовавшего на тот момент налога на добавленную стоимость.
В отличие от большинства действовавших в России налогов, спецналог был установлен не федеральным законом, а указом президента от 22 декабря 1993 года № 2270. Это связано с тем, что в тот момент в России отсутствовали органы законодательной власти. После октябрьских событий 1993 года, закончившихся прекращением полномочий Съезда народных депутатов и Верховного Совета Российской Федерации, президент указом от 7 октября 1993 года № 1598 «О правовом регулировании в период поэтапной конституционной реформы в Российской Федерации» установил, что до начала работы Федерального собрания Российской Федерации правовое регулирование по отнесённым к компетенции Съезда народных депутатов и Верховного совета вопросам федеральных налогов и сборов осуществляется президентом.
Федеральным законом от 23 февраля 1995 года № 25-ФЗ было принято решение о снижении ставки налога до 1,5 % с 1 апреля 1995 года и отмене налога с 1 января 1996 года.